# Mustelinae
Mustélinés
Sous-famille
Les Mustélinés (Mustelinae) sont une sous-famille paraphylétique de mammifères carnivores de la famille des Mustelidés. Au XXIe siècle, les études phylogéniques ont montré qu'elle se résume essentiellement aux espèces des genres Mustela et Neovison, c'est-à dire des belettes, visons, putois ainsi que le furet et l'hermine, alors que traditionnellement elle comportait une quinzaine de genres, y compris des espèces diverses comme les martres, blaireaux, fouines, zorilles, etc.

## Classification
Cette sous-famille a été décrite pour la première fois en 1817 par le naturaliste saxon devenu sujet russe Gotthelf Fischer von Waldheim (1771-1853).
La classification des espèces de la famille des Mustélidés a grandement évolué par rapport à la classification classique.
Les questionnements posés dans le cadre des recherches phylogéniques au tournant du XXIe siècle ont montré que cette sous-famille peut être considérée comme étant paraphylétique dans le cadre des recherches phylogéniques qui étudient la parenté des espèces en se basant principalement sur des analyses génétiques. En 2012, comme les précédentes, une nouvelle publication sur la taxonomie des Mustelidae et des Mephitidae réduit les mustélinés aux genres Mustela et Neovison.

### Liste des genres
Les Mustélinés, tels qu'encore définis dans la plupart des bases de référence, se sont avérés paraphylétiques. La taxinomie de cette sous-famille devrait donc faire prochainement l'objet d'une mise à jour.
Liste des genres selon Mammal Species of the World (version 3, 2005)  (3 juillet 2018) et ITIS (3 juillet 2018) :
- genre Arctonyx F. G. Cuvier, 1825 - le Blaireau à gorge blanche[5]
- genre Eira C. E. H. Smith, 1842 - la Martre à tête grise ou Tayra[5]
- genre Galictis Bell, 1826 - les grisons[5]
- genre Gulo Pallas, 1780 - le Glouton[5]
- genre Ictonyx Kaup, 1835 - des zorilles[5]
- genre Lyncodon Gervais, 1845 - une espèce, Lyncodon patagonicus
- genre Martes Pinel, 1792 - des martes, les zibelines et la Fouine
- genre Meles Brisson, 1762 - les blaireaux eurasiatiques
- genre Mellivora Storr, 1780 - le Ratel[5]
- genre Melogale I. Geoffroy Saint-Hilaire, 1831 - les blaireaux-furets[5]
- genre Mustela Linnaeus, 1758 - les belettes, visons, putois et l'hermine
- genre Neovison Baryshnikov & Abramov, 1997 - des visons
- genre Poecilogale Thomas, 1883 - le Poecilogale[5]
- genre Taxidea Waterhouse, 1839 - le Blaireau américain[5]
- genre Vormela Blasius, 1884 - le Putois marbré

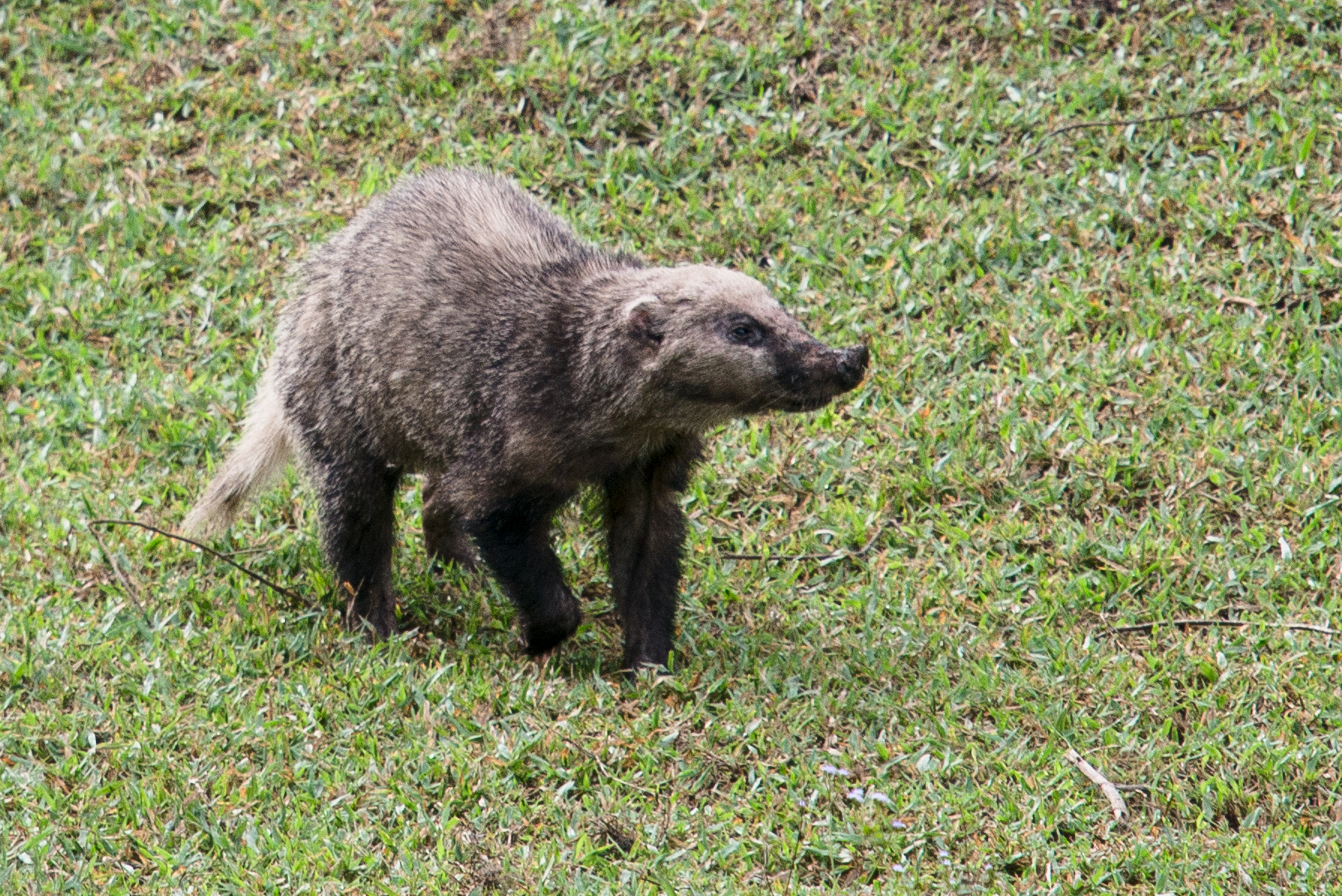
Blaireau de Chine (Arctonyx collaris)
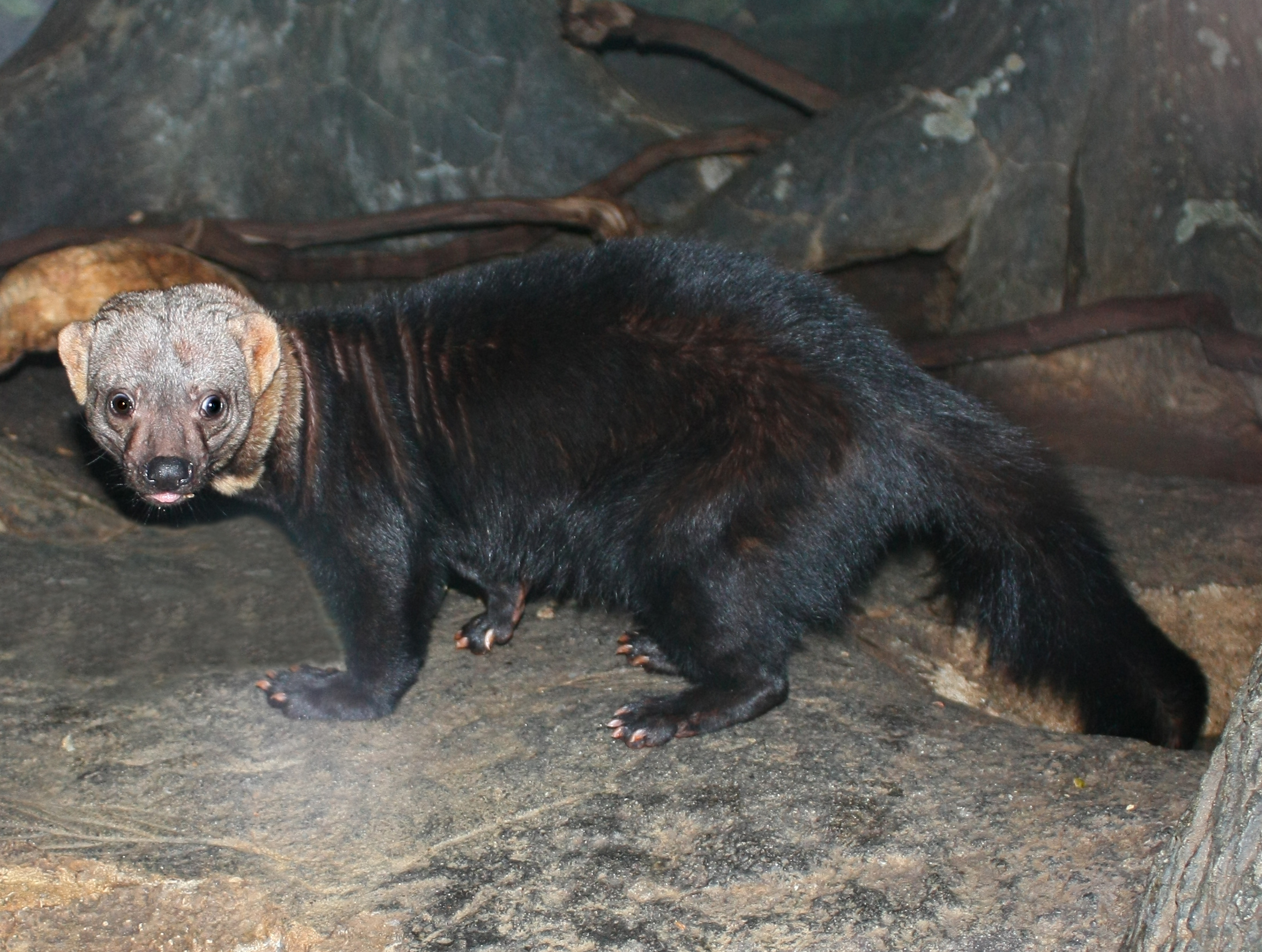
Martre à tête grise (Eira barbara)
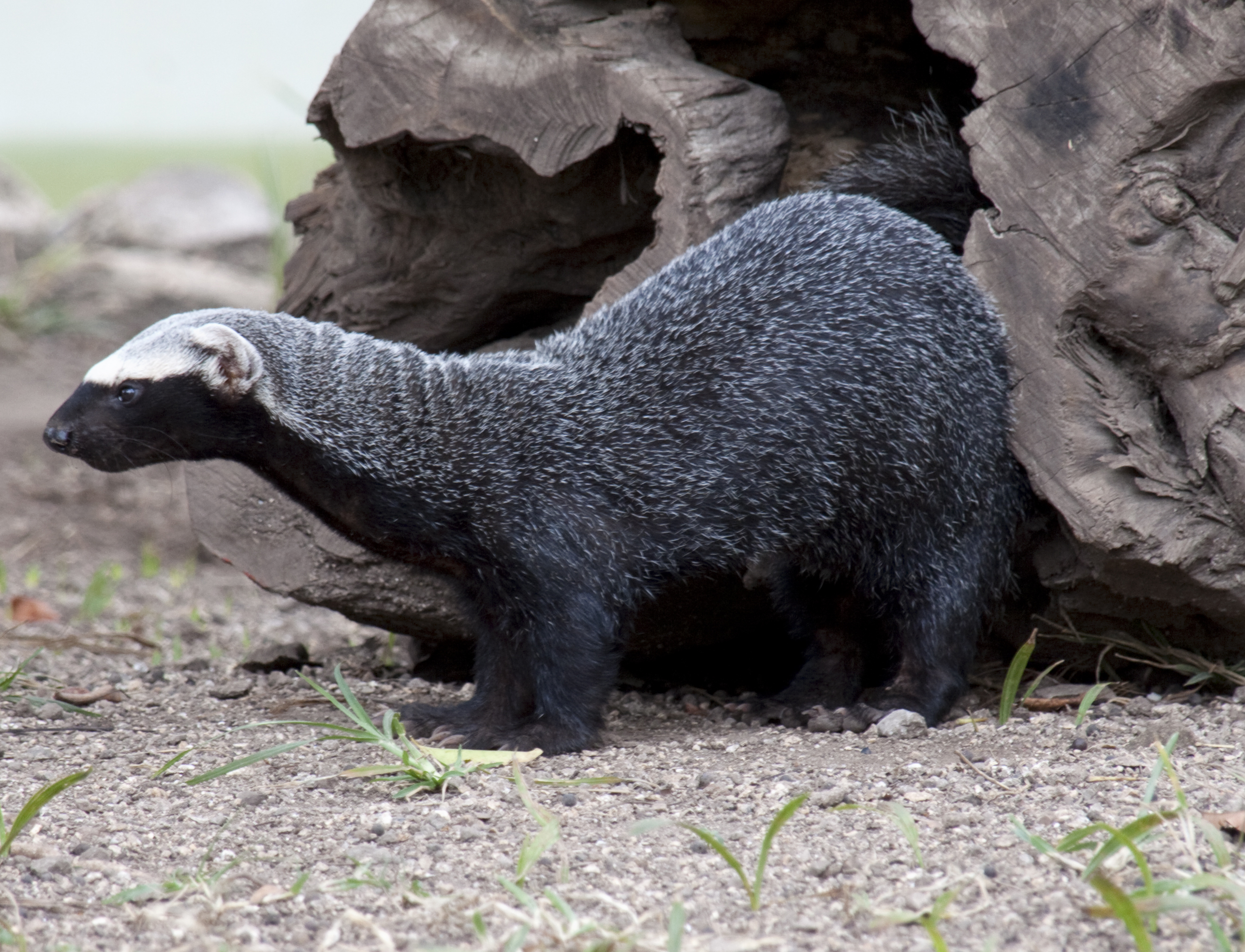
Galictis vittata
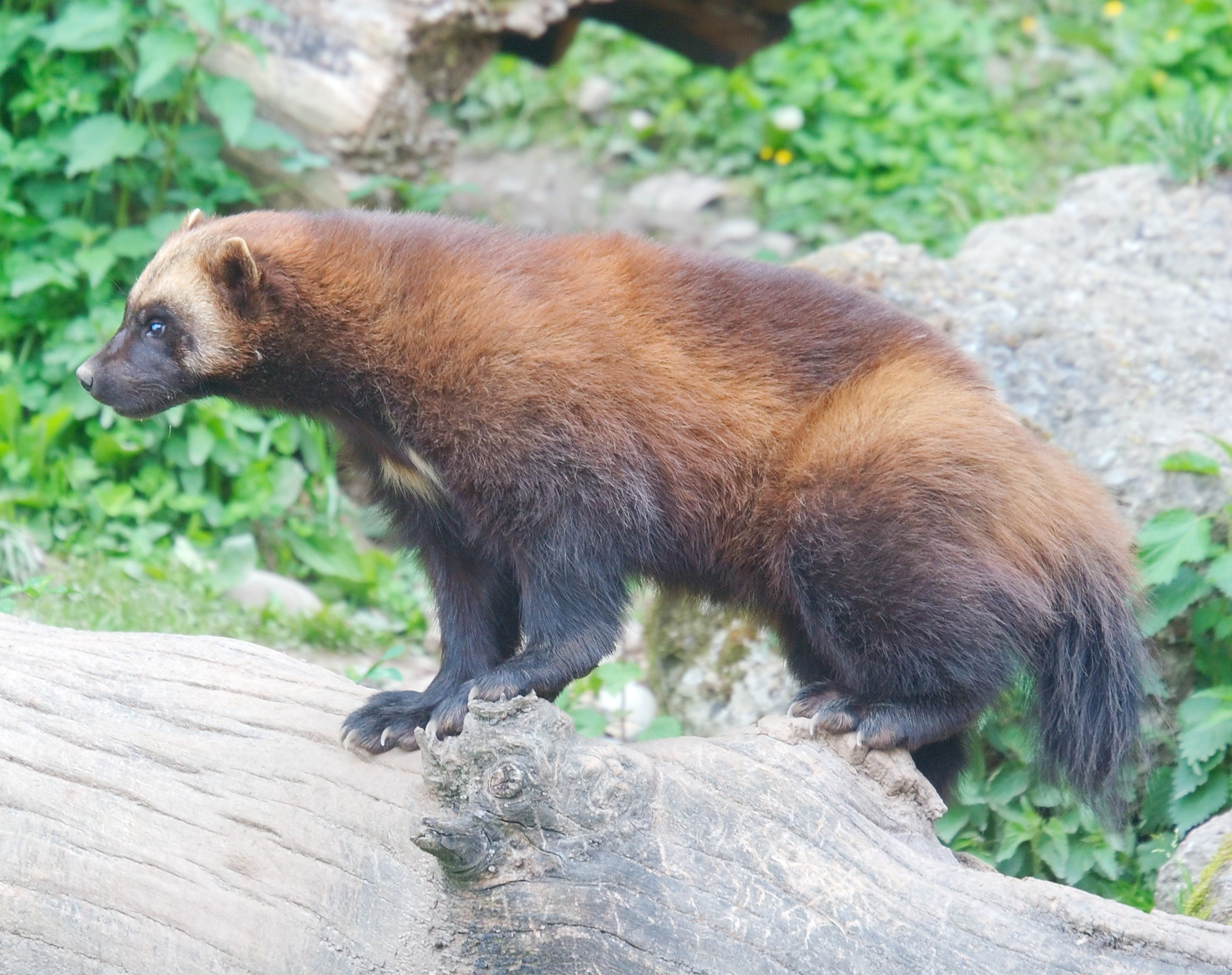
Glouton (Gulo gulo)
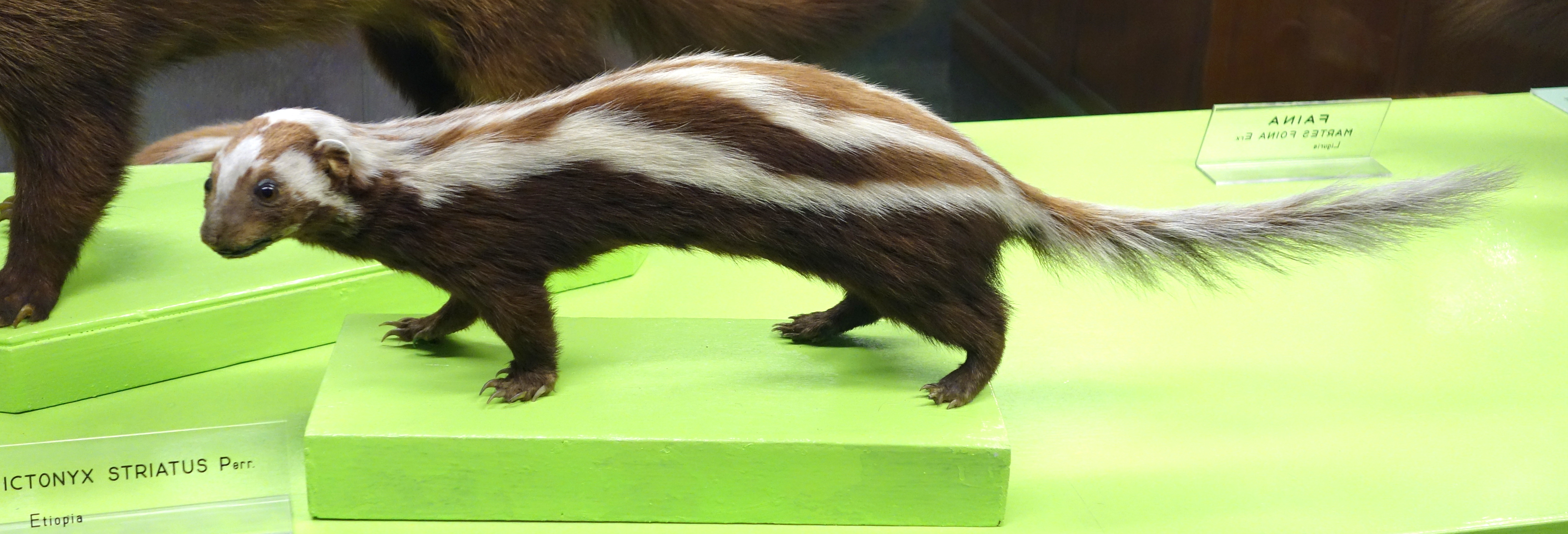
Ictonyx striatus
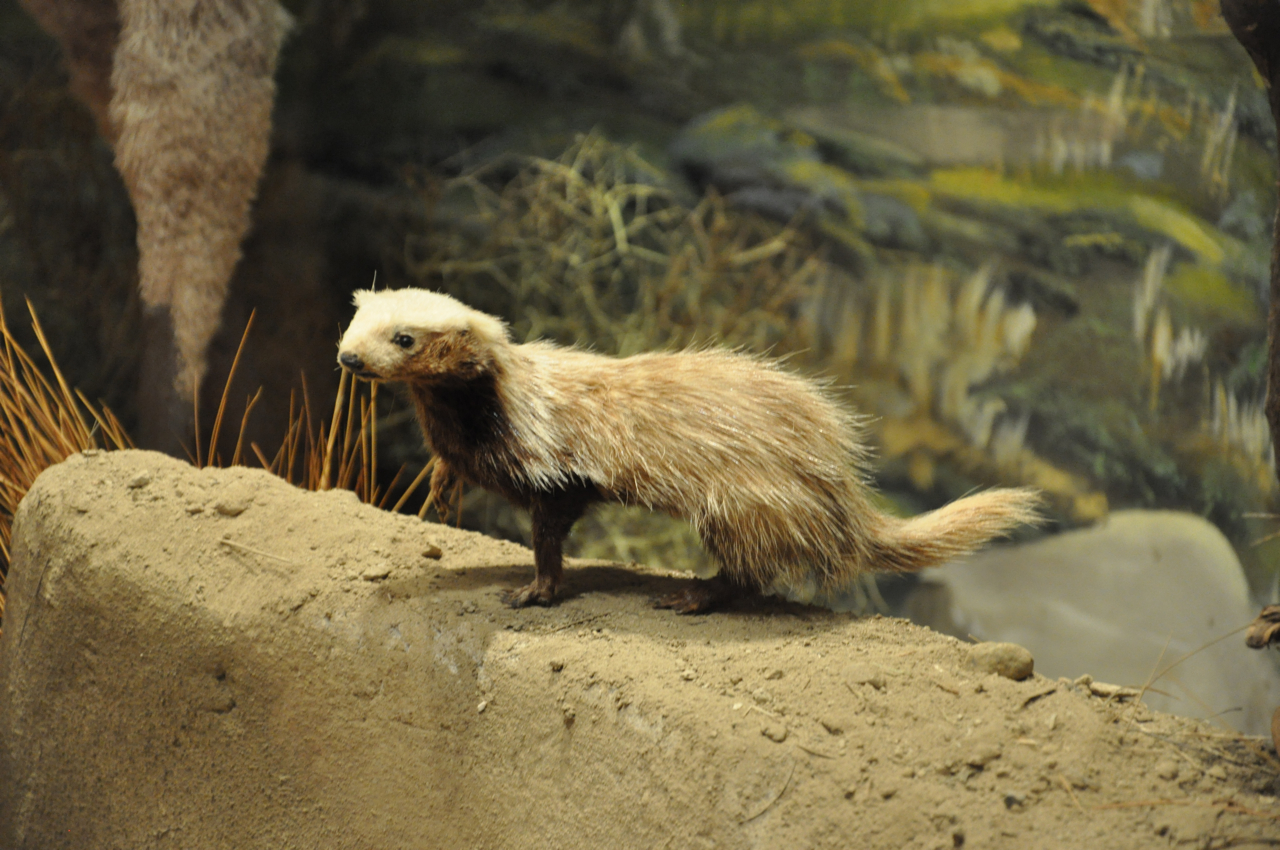
Lyncodon patagonicus
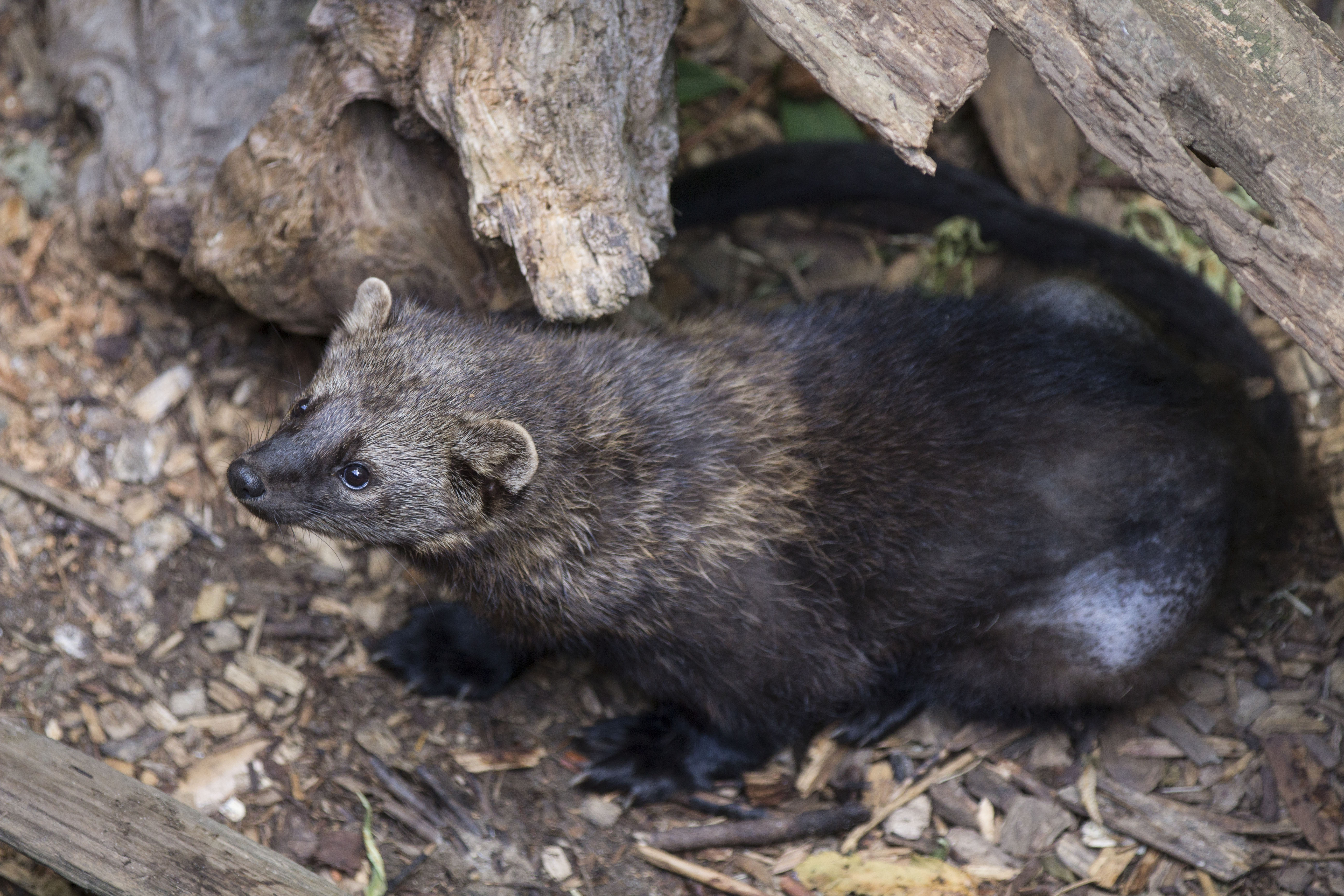
Pékan (Martes pennanti)
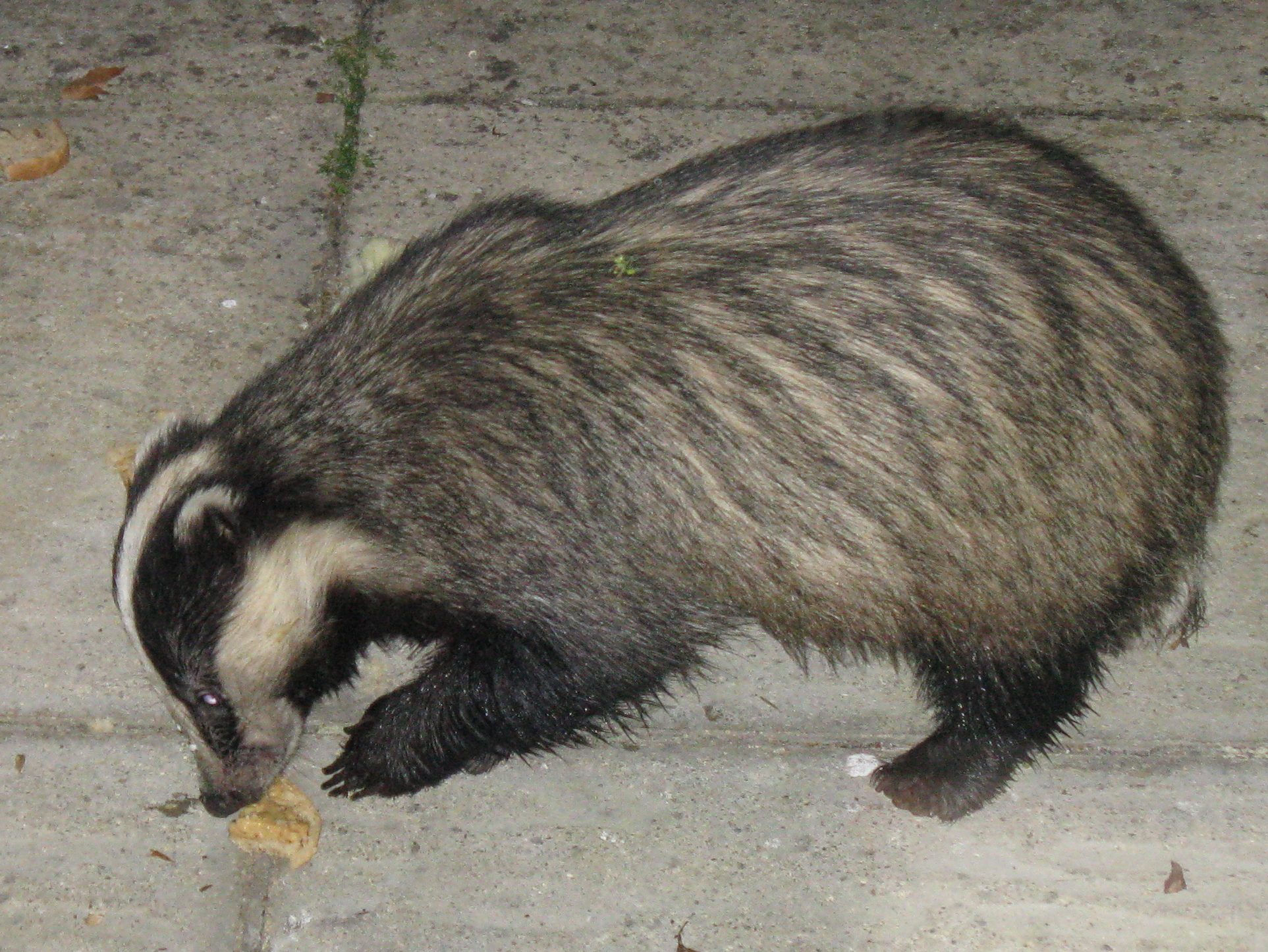
Blaireau commun - Meles meles)
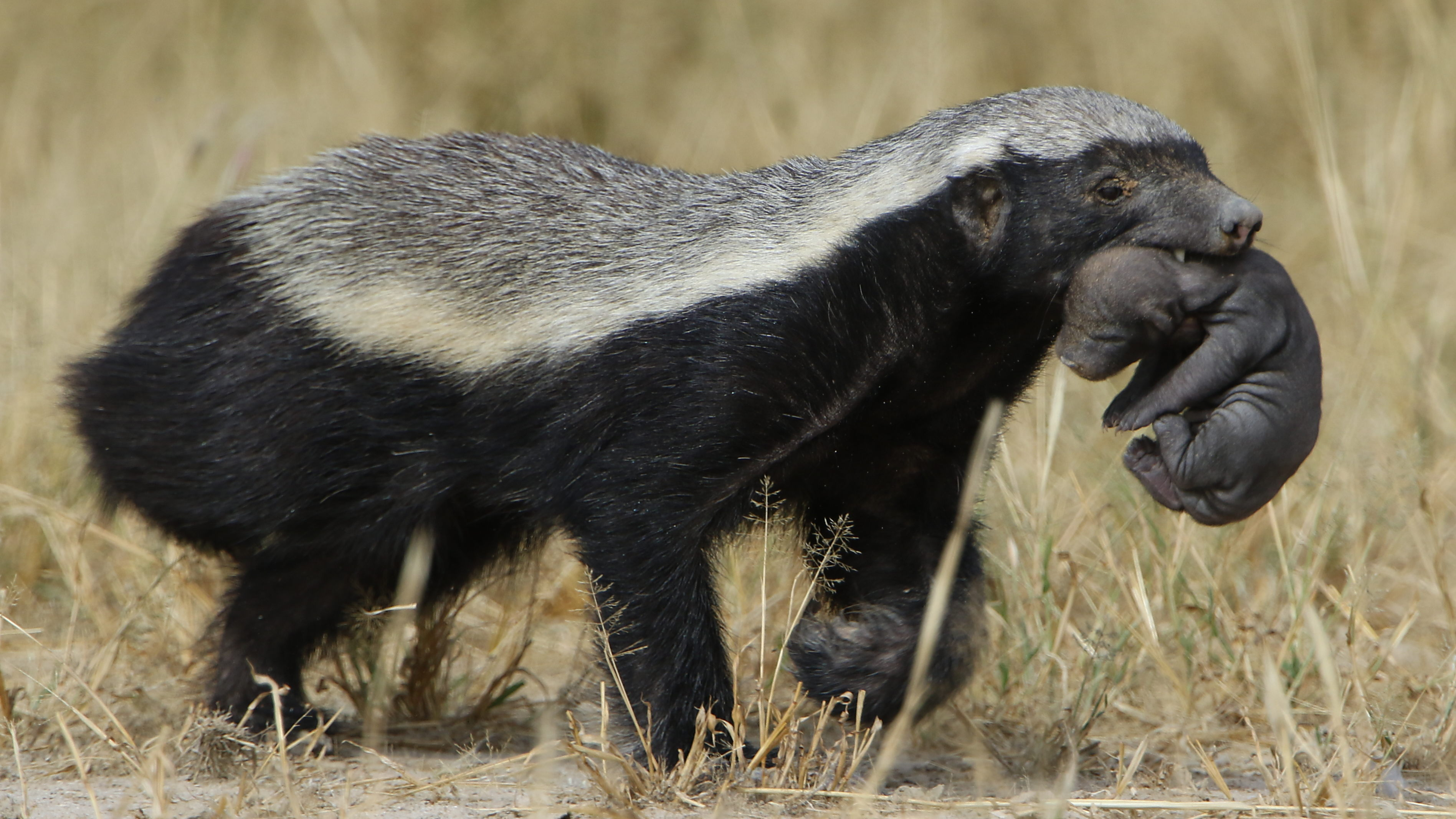
Ratel (Mellivora capensis)
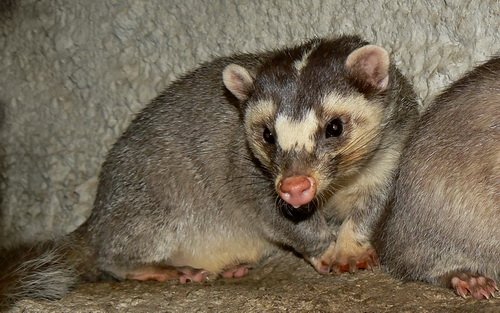
Melogale moschata
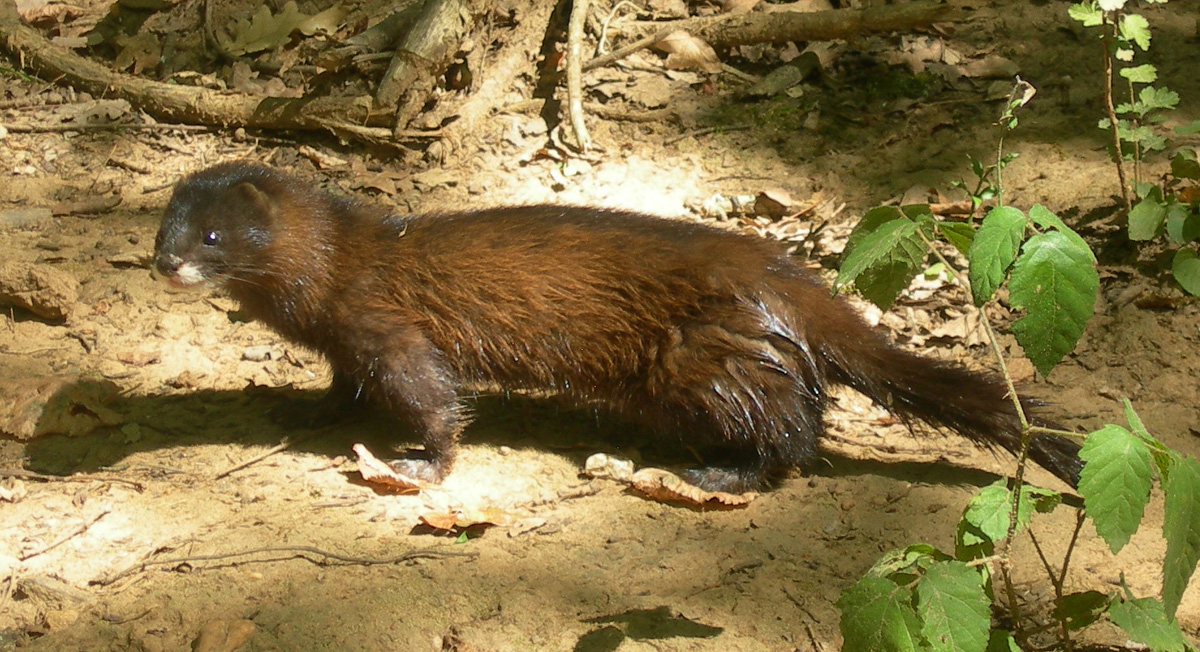
Vison d'Europe (Mustela lutreola)
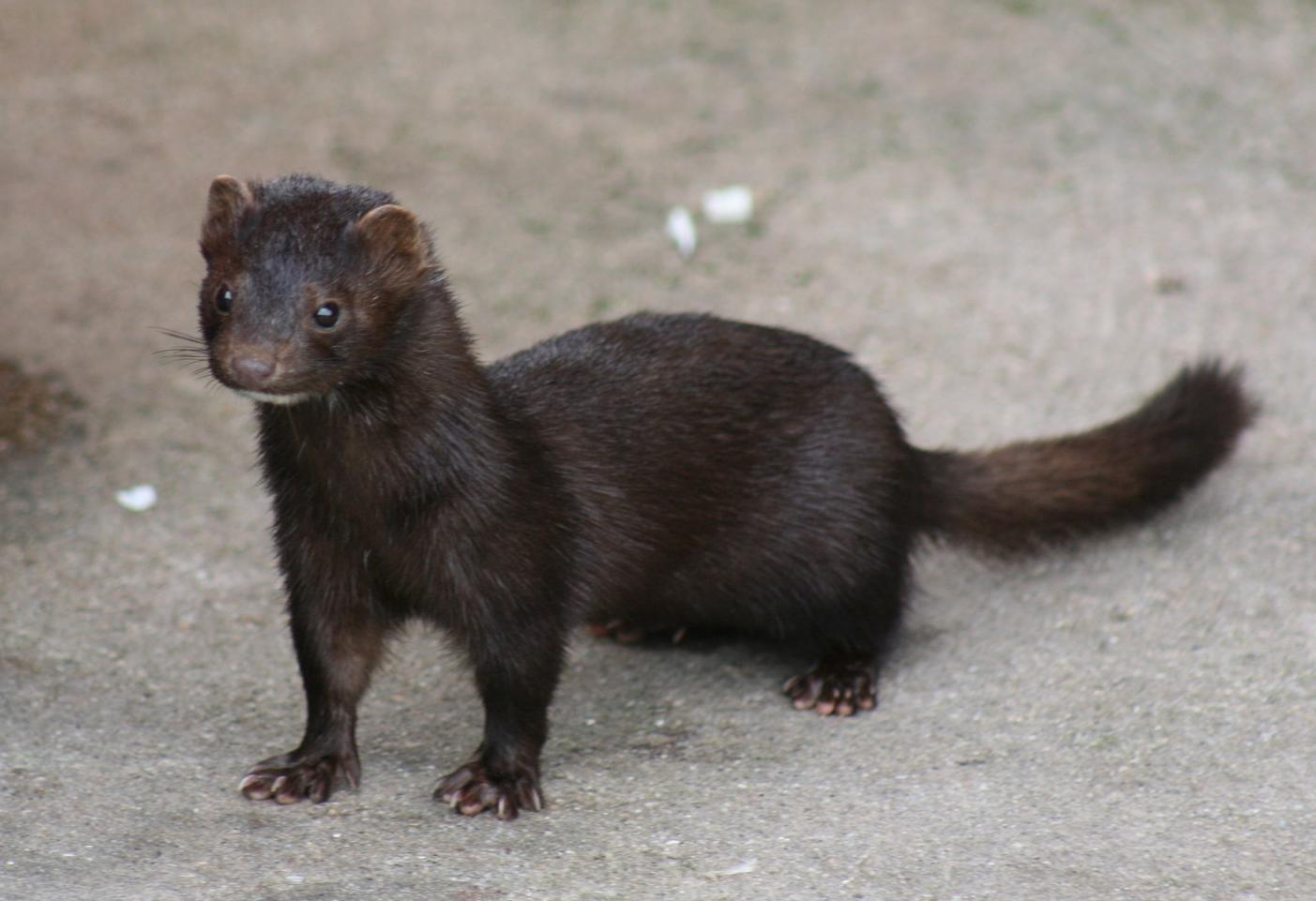
Vison d'Amérique (Neovison vison)
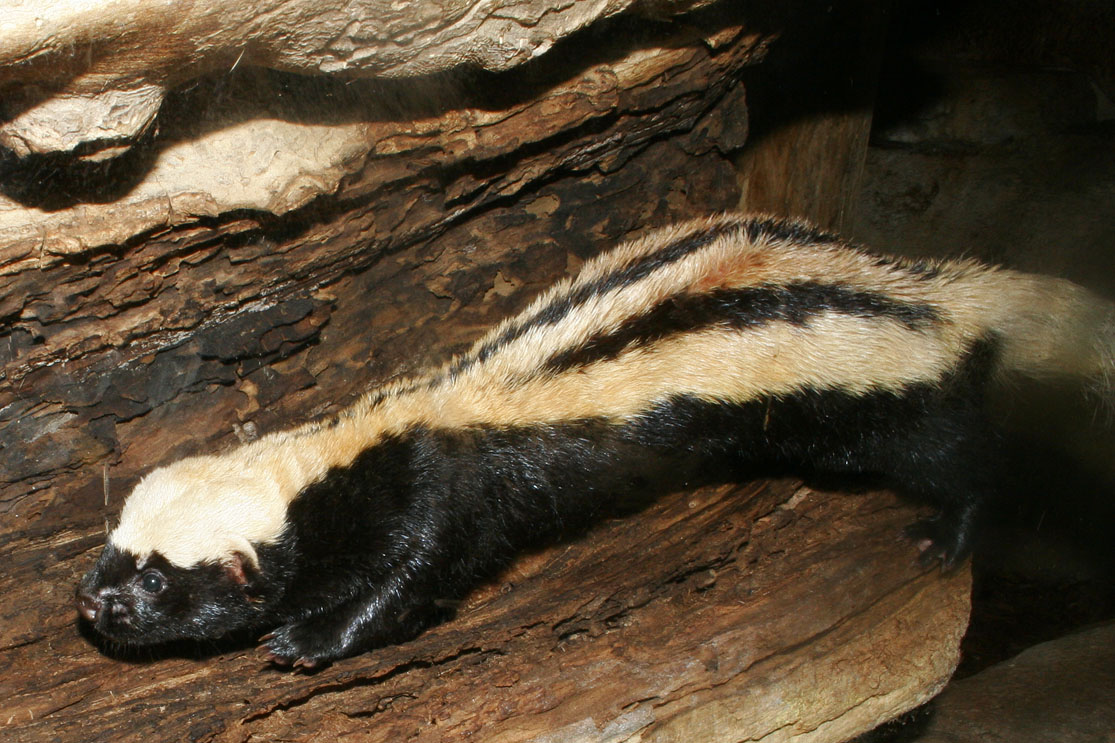
Poecilogale albinucha
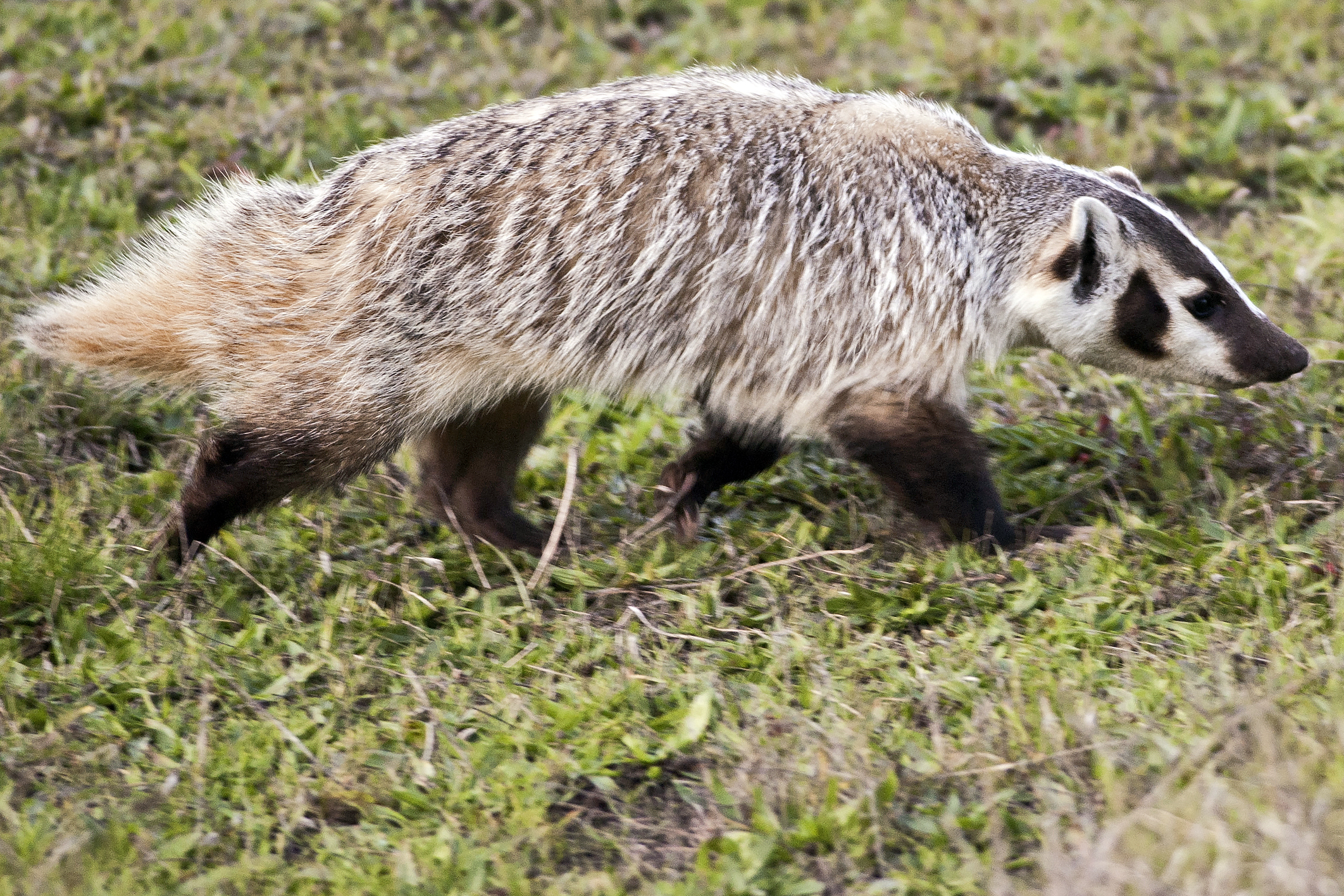
Blaireau d'Amérique (Taxidea taxus)
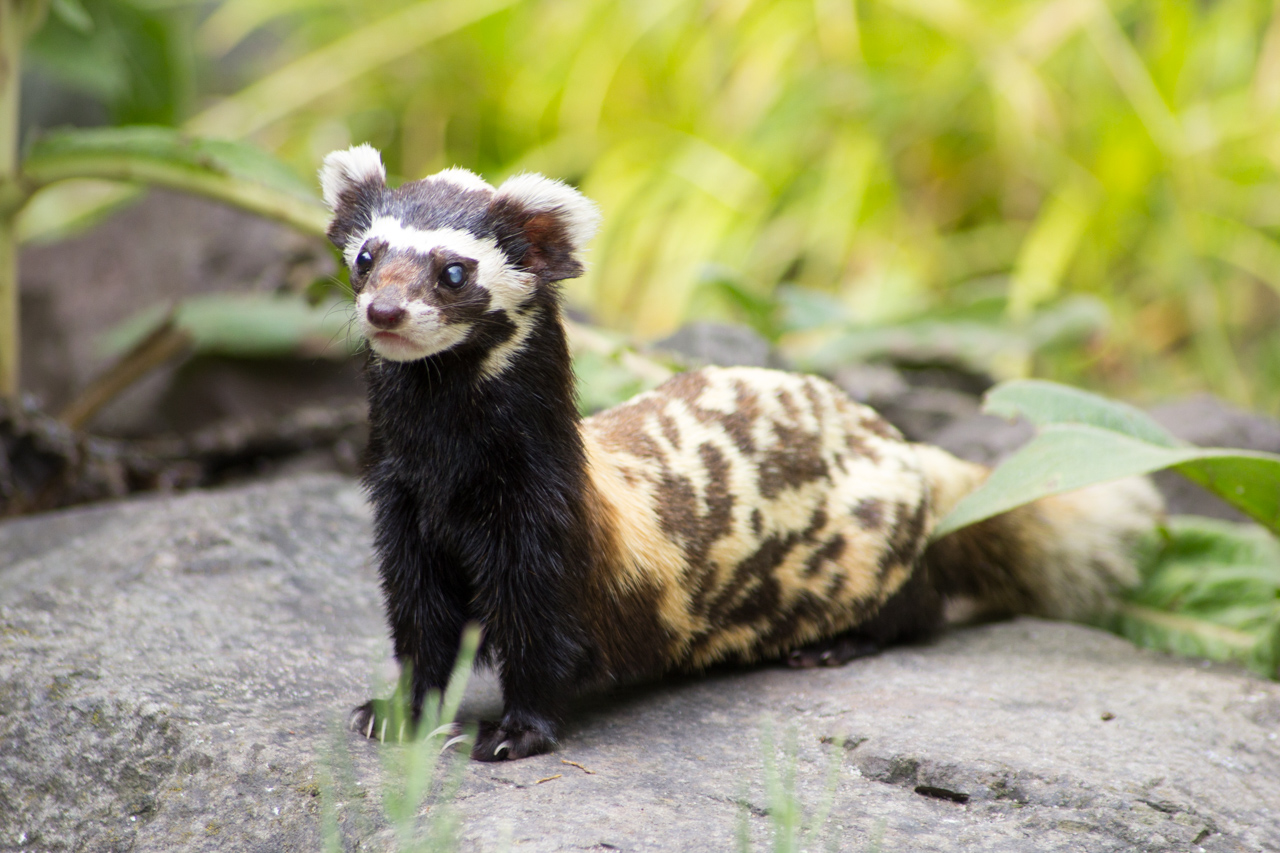
Putois marbré (Vormela peregusna)

Selon BioLib (3 juillet 2018), incluant les genres fossiles :
- genre Baranogale Kormos, 1934 †
- genre Canimartes Cope, 1892 †
- genre Dinogale Cook & Macdonald, 1962 †
- genre Eira C. E. H. Smith, 1842
- genre Eomellivora Zdansky, 1924 †
- genre Ferinestrix Bjork, 1970 †
- genre Galictis Bell, 1826
- genre Gulo Pallas, 1780
- genre Hoplictis Ginsburg, 1961 †
- genre Ictonyx Kaup, 1835
- genre Lyncodon Gervais, 1845
- genre Martes Pinel, 1792
- genre Mellalictis Ginsburg, 1977 †
- genre Mustela Linnaeus, 1758
- genre Neovison Baryshnikov & Abramov, 1997
- genre Plesiogulo Zdansky, 1924 †
- genre Plionictis Matthew, 1924 †
- genre Poecilogale Thomas, 1883
- genre Sthenictis Peterson, 1910 †
- genre Vormela Blasius, 1884.

Paleobiology Database (3 juillet 2018) y ajoute Legionarictis et Namibictis. 

Exemples de Mustélinés actuels d'Europe
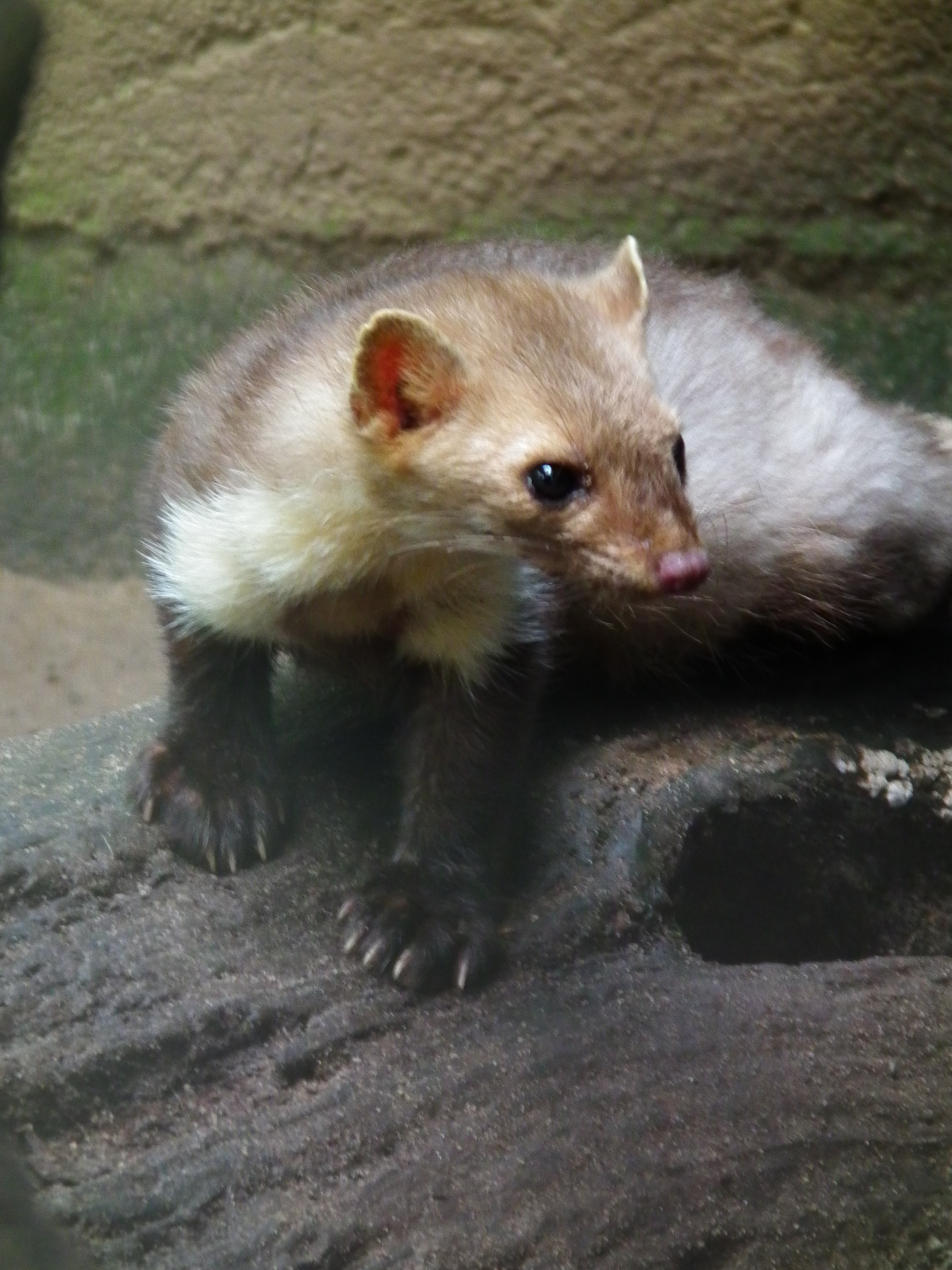
Fouine (Martes foina)
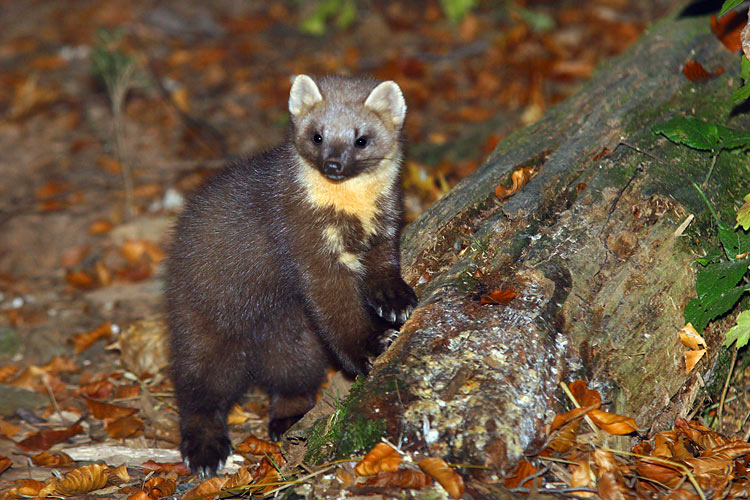
Martre commune (Martes martes)
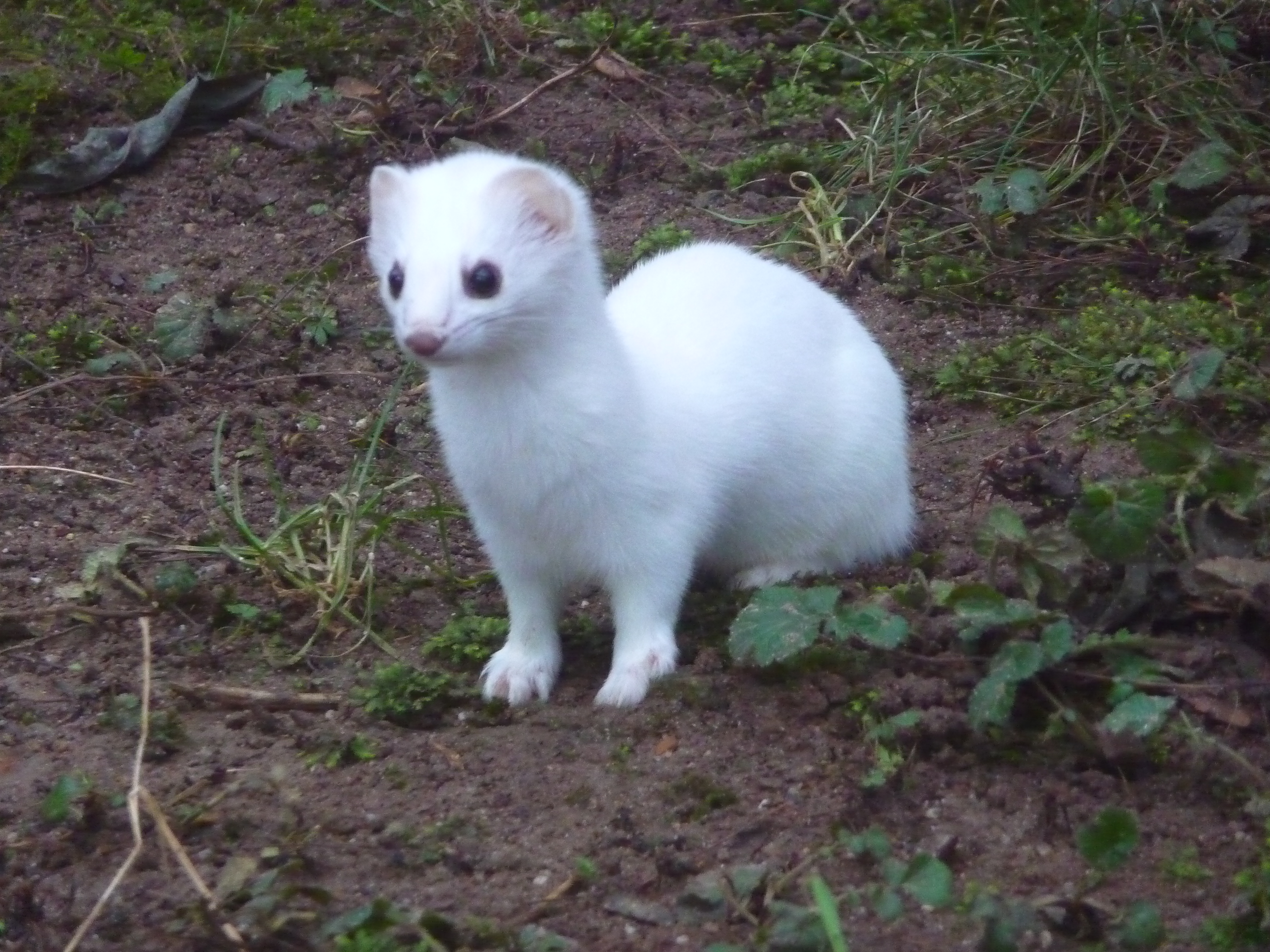
Hermine (Mustela erminea)
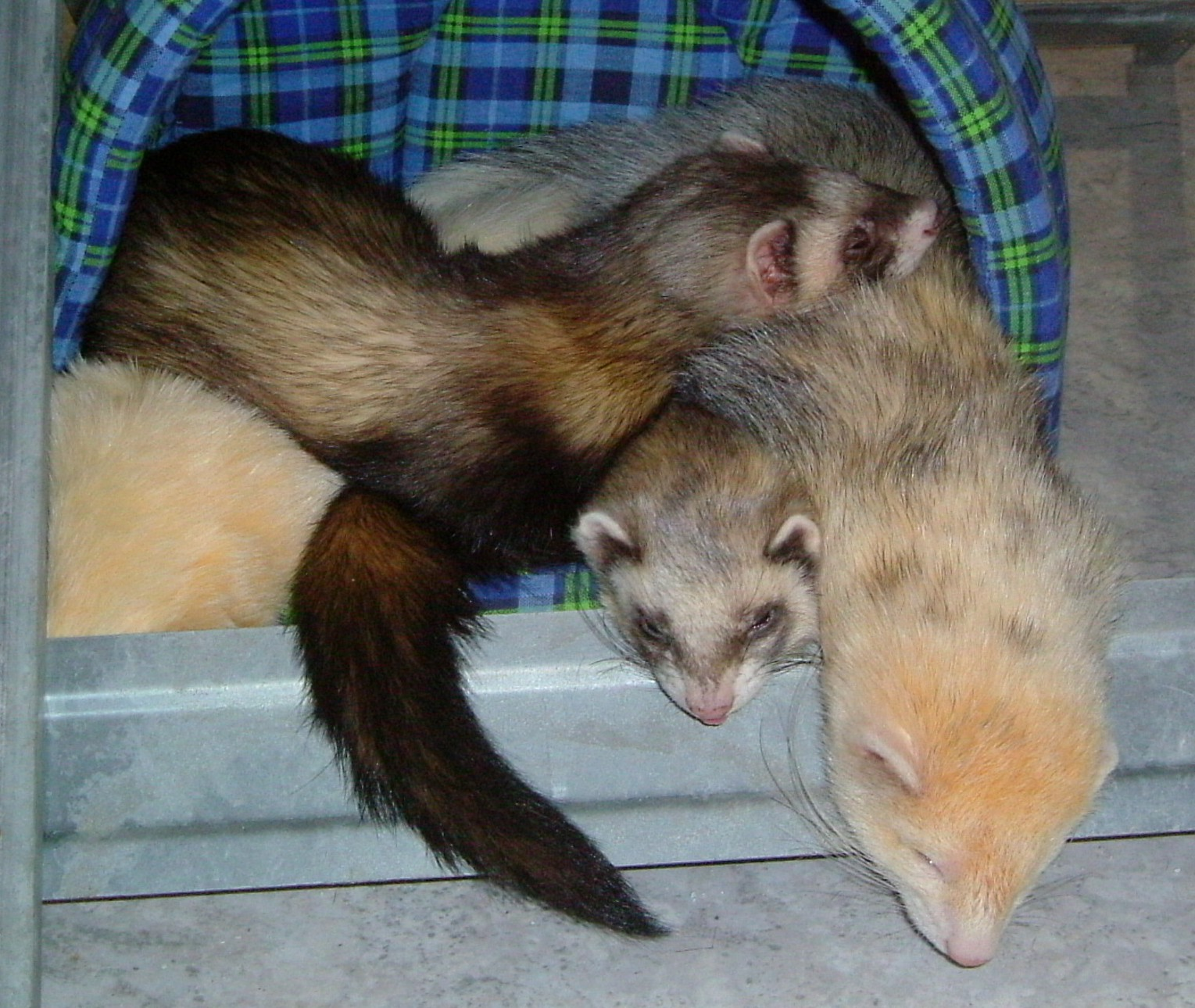
Furet (Mustela putorius furo)
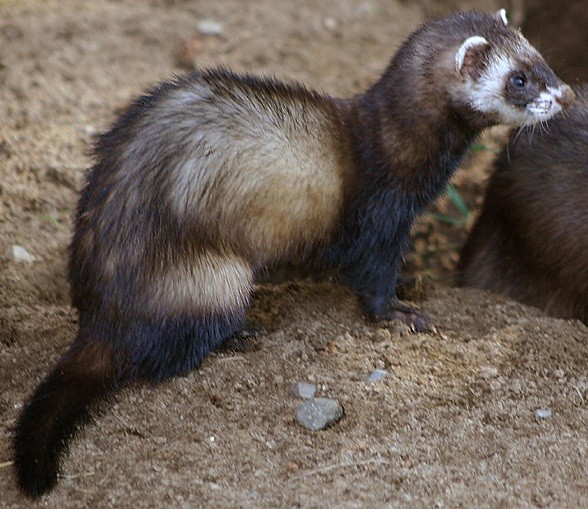
Putois (Mustela putorius putorius)